# Ammutinamento degli Junker
L'ammutinamento degli Junker (in russo Юнкерский мятеж?, Junkerskij mjatež) fu una rivolta dei cadetti delle scuole militari di Pietrogrado contro il nuovo governo bolscevico sorto il seguito al secondo Congresso panrusso dei Soviet nell'ottobre 1917.

## Antefatti
Avendo perso il sostegno delle unità militari della capitale e degli operai per opporsi al nuovo governo di Lenin, il comitato centrale del Partito Socialista Rivoluzionario fu costretto a cercare l'aiuto dei cadetti e dei cosacchi della città, nonostante le loro presunte simpatie per i socialisti. Gli junker erano cadetti di origine borghese e aristocratica, nazionalisti russi. Divisi nel loro atteggiamento verso la rivoluzione di febbraio, rifiutavano la rivoluzione d'ottobre. Ciò accentuò le tendenze conservatrici dei cadetti, che i rivoluzionari sociali non controllarono. Gli studenti delle scuole militari erano anche membri dell'organizzazione monarchica di Vladimir Mitrofanovič Puriškevič, che era disposto ad allearsi con la fazione più conservatrice degli Esery per opporsi ai bolscevichi.
Tra i politici della capitale, gli ex ministri menscevichi appena rilasciati iniziarono ad agitare i funzionari contro il nuovo governo, incoraggiando gli scioperi; la presidenza dello sciolto Preparlamento fece un appello a rovesciare il nuovo governo bolscevico. Il Comitato per la salvezza della Patria aveva invitato i funzionari e i cittadini a respingere il nuovo governo bolscevico e proclamò la sua intenzione di formare un nuovo gabinetto ad interim.
Da parte loro, i tre reggimenti cosacchi dislocati nella capitale hanno mostrato, nonostante le simpatie dei loro comandi, scarsa volontà di opporsi al nuovo governo e desiderosi di tornare alle loro case nel Don. Nonostante il Comitato per la salvezza della patria e della rivoluzione controllasse il consiglio comunale della capitale, e con esso la polizia capitale, il capo della milizia della capitale non riuscì a impedire ai bolscevichi di prendere loro il controllo

## La rivolta
Il 29 ottobre (calendario giuliano 11 novembre del calendario gregoriano) del 1917, gli studenti delle scuole militari per junker di Pietrogrado insorsero contro i bolscevichi sotto la guida del Comitato per la salvezza della patria e della rivoluzione (Комитет спасения родины и революции; traslitterato: Komitet spasenija rodiny i revoljucii), un organo creato a Pietrogrado nella notte tra il 7 e 8 novembre dagli Esery durante l'assalto al Palazzo d'Inverno da parte dei bolscevichi. Lo scopo dell'ammutinamento era sostenere la rivolta di rivolta di Kerenskij-Krasnov (26-31 ottobre 1917). Gli studenti ribelli volevano impadronirsi della centrale telefonica cittadina, della Fortezza di Pietro e Paolo, della sede del quartier generale bolscevico nell'edificio Smol'nyj e arrestare il governo sovietico insieme ai leader bolscevichi.
Il 29 ottobre, la pattuglia della Guardia Rossa ha arrestato uno dei leader dell'ammutinamento degli Junker, un Eser di nome Aleksandr Arnoldovič Bruderer, che aveva con sé un piano dell'ammutinamento. L'ex comandante in capo dell'area militare di Pietrogrado,, il colonnello Georgij Petrovič Polkovnikov, che era stato destituito dal suo incarico dai bolscevichi, si dichiarò comandante del cosiddetto "Esercito della Salvezza" (войска спасения) e ordinò alla sua guarnigione di non eseguire gli ordini emessi dal Comitato Militare Rivoluzionario di Pietrogrado (PMRC), arrestare i suoi commissari e inviare rappresentanti di tutte le unità militari al Castello Michajlovskij sede della Scuola degli Ingegneri Nikolaev (nota anche come Fortezza degli Ingegneri), il quartier generale dei leader dell'ammutinamento. I cadetti della Scuola degli Ingegneri Nikolaev si impossessarono della piazza del Maneggio Michajlovskij, adiacente l'omonimo castello, e con diversi veicoli blindati, presero la centrale telefonica cittadina, tagliarono la corrente al palazzo Smol'ny, presero l'Hotel Astoria e iniziarono a disarmare le guardie rosse e i soldati rivoluzionari. Gli studenti della scuola militare Vladimir hanno disarmato le guardie della scuola e arrestato alcuni commissari del PMRC. Alle 8,30 del mattino del 29 ottobre, i leader dell'ammutinamento degli Junker inviarono telegrammi in tutta Pietrogrado, annunciando il successo della ribellione e chiedendo l'arresto di tutti i commissari del PMRC e la concentrazione delle unità militari partecipanti presso la scuola degli Ingegneri Nikolayev. 
Le unità della guarnigione di Pietrogrado, tuttavia, rifiutarono di sostenere l'ammutinamento e le stesse scuole militari non sono riuscite ad accordarsi su azioni congiunte. Le scuole di artiglieria Mikhailov e Konstantinov rifiutarono di prendere parte alla rivolta così come il comando della scuola di cavalleria Nikolaev e pertanto, alla rivolta hanno preso parte solo i cadetti di tre scuole: la Scuola di Ingegneria Nikolaev, la Scuola Militare di Vladimir e la Scuola dei praporščik delle truppe del Genio. Il PMRC ha lanciato un appello ai cittadini di Pietrogrado e ha dichiarato lo stato d'assedio. Alle 11 del mattino del 29 ottobre, le Guardie Rosse e i soldati rivoluzionari avevano ripreso il controllo della centrale telefonica e circondarono la Fortezza degli Ingegneri. La maggior parte dei junker fuggì, ma quelli rimasti sarebbero stati disarmati entro le 17:00 e inviati alla Fortezza di Pietro e Paolo. I cadetti aprirono il fuoco sul 56º reggimento delle guardie del Cremlino che erano solidali con i bolscevichi e avevano accettato di arrendersi ai cadetti in cambio della loro libertà. Tuttavia, tutti furono uccisi e furono uccise fino a 300 persone. La scuola militare Vladimir fu sottoposta a violenti bombardamenti di artiglieria da parte delle truppe bolsceviche. Centinaia di junker furono uccisi o feriti nei combattimenti. Dopo la resa delle scuole, secondo la testimonianza della contessa Lilli Nostitz, decine di cadetti furono fucilati contro le mura della Fortezza di Pietro e Paolo. Al contrario, furono sepolte 238 Guardie Rosse uccise al servizio del regime sovietico. Tuttavia, alcuni comandanti bolscevichi come Vladimir Aleksandrovič Antonov-Ovseenko protessero i loro prigionieri e li risparmiarono dalla popolazione infuriata di Pietrogrado.